# Opuntia cylindrica
Espèce
Statut CITES
Opuntia cylindrica est une plante de la famille des Cactaceae du genre Opuntia.